# Paul Tergat

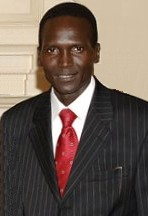
Paul Tergat

Paul Tergat (* 17. Juni 1969 in Baringo) ist ein ehemaliger kenianischer Langstreckenläufer und ehemaliger Inhaber des Weltrekordes im 10.000-Meter-Lauf, im Halbmarathon und Marathon. Seit 2013 ist er Mitglied im IOC.

## Karriere
Von 1995 bis 1999 war er fünfmal in Folge Weltmeister im Crosslauf. Bei den Leichtathletik-Weltmeisterschaften 1995 in Göteborg wurde er Dritter im 10.000-Meter-Lauf, bei den Olympischen Spielen 1996 in Atlanta errang er über dieselbe Distanz die Silbermedaille, ebenso bei den Weltmeisterschaften 1997 in Athen, den Weltmeisterschaften 1999 in Sevilla und den Olympischen Spielen 2000 in Sydney, wobei er in diesem Rennen seinem ewigen Rivalen Haile Gebrselassie um nur neun Hundertstelsekunden unterlag.
Nachdem er im April 1998 mit 59:17 min einen Weltrekord im Halbmarathon aufgestellt hatte und 1999 und 2000 Weltmeister über diese Distanz geworden war, entschied er sich, die Marathondistanz in Angriff zu nehmen. 2001 wurde er Zweiter beim London- und beim Chicago-Marathon, 2002 schlug er Gebrselassie in London bei ihrem einzigen Aufeinandertreffen in einem Marathon und wurde in 2:05:48 h Zweiter hinter Khalid Khannouchi, der in diesem Rennen einen Weltrekord aufstellte. Im Herbst belegte Tergat in 2:06:18 h den vierten Platz in Chicago und 2003 in 2:07:59 h denselben Platz in London.

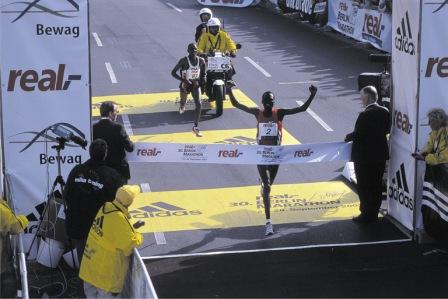
Tergat beim Zieleinlauf Berlin-Marathon 2003

Einige Monate später beim Berlin-Marathon 2003 war es nun an ihm, sich den Weltrekord zu holen. In einem dramatischen Rennen, das er sich mit Sammy Korir lieferte, der ihm auf der ersten Hälfte als Tempomacher gedient hatte und am Ende nur eine Sekunde hinter ihm lag, verbesserte er Khannouchis Londoner Rekord um 43 Sekunden auf 2:04:55 h. Diese Zeit wurde später als erster offizieller Marathonweltrekord von der IAAF anerkannt und hatte Bestand, bis am 30. September 2007 Haile Gebrselassie an gleicher Stelle mit 2:04:26 h knapp eine halbe Minute schneller war.
Die Olympischen Spiele 2004 in Athen dagegen wurden zu einer Enttäuschung, als er Magenprobleme bekam und am Ende den zehnten Platz belegte.
2005 gewann er den New-York-City-Marathon in einem Rennen, das noch knapper als das in Berlin war. Nur 32 Hundertstelsekunden lag er im Ziel vor dem Vorjahressieger Hendrick Ramaala.
2006 musste er das erneute Duell mit Gebrselassie beim London-Marathon verletzungsbedingt absagen, in New York City wurde er Dritter.
2007 belegte er mit 2:08:05 h, der schnellsten Zeit seit seinem Weltrekord, den sechsten Platz in London.
2008 wurde er in New York City Dritter, und 2009 gewann er mit dem Biwa-See-Marathon den dritten großen Marathon in seiner Karriere.

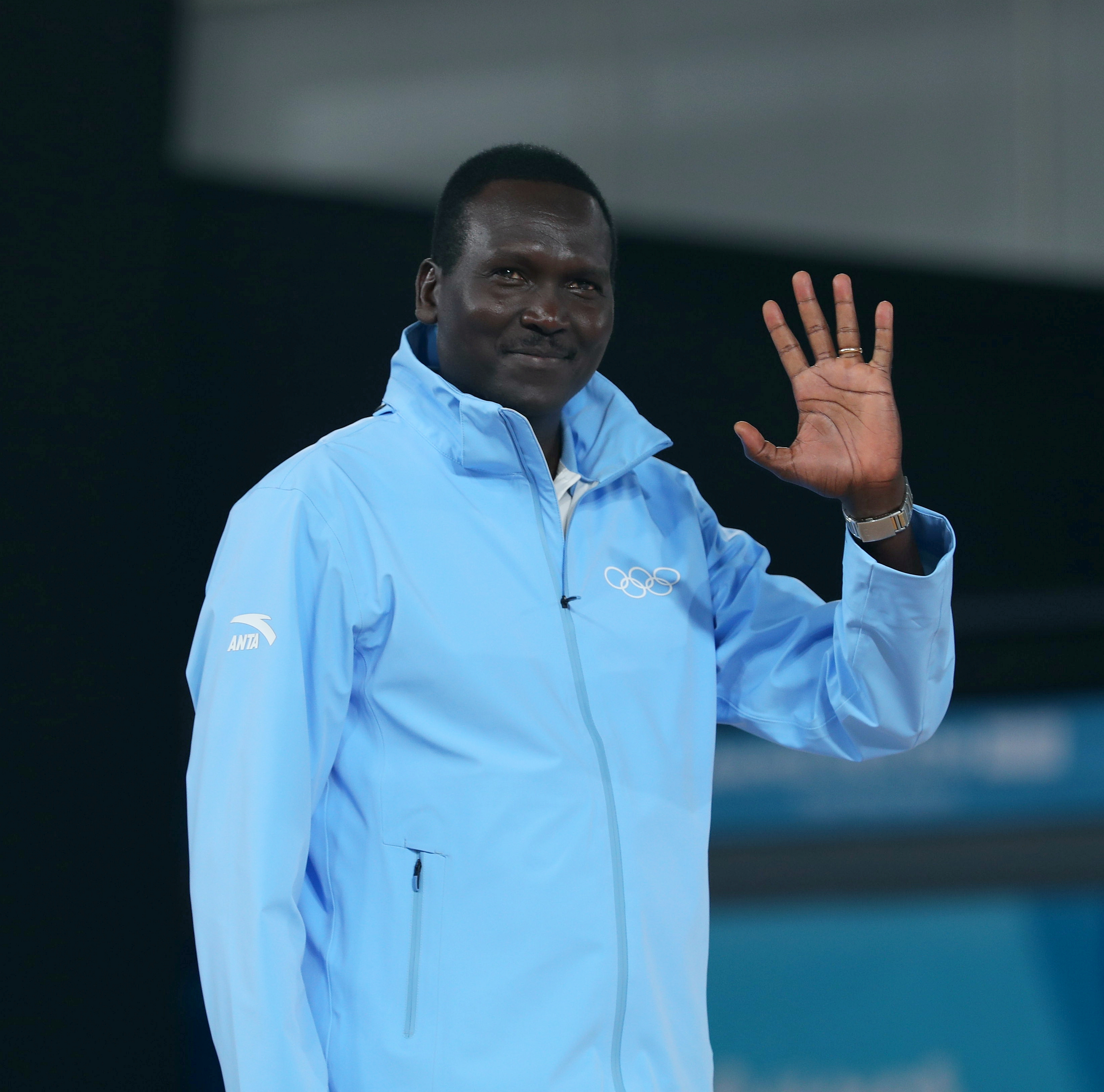
Tergat in seiner Funktion als IOC-Mitglied bei den Olympischen Jugend-Sommerspielen 2018.

Seit 2013 ist er Mitglied im IOC.

## Privates
Paul Tergat ist 1,82 m groß und wiegt 62 kg. Er gehört der Ethnie der Tugen an. Er lebt in Ngong, einer Kleinstadt südwestlich von Nairobi, ist verheiratet und hat drei Kinder. Er ist Sergeant der kenianischen Luftwaffe und Mitglied der IAAF-Athletenkommission. Außerdem wirkt er seit 2004 als Botschafter des Welternährungsprogramms WFP, das ihn einst bei seinem Schulbesuch mit kostenlosen Mahlzeiten unterstützte.

## Persönliche Bestleistungen
| Distanz           | Zeit         | Datum              | Ort     | Bemerkungen           |
| ----------------- | ------------ | ------------------ | ------- | --------------------- |
| 3000 m            | 7:28,70 min  | 10. August 1996    | Monaco  |                       |
| 5000 m            | 12:49,87 min | 13. August 1997    | Zürich  |                       |
| 10.000 m          | 26:27,85 min | 22. August 1997    | Brüssel | Weltrekord (bis 1998) |
| 10-km-Straßenlauf | 27:51 min    | 17. April 1999     | Mailand |                       |
| Halbmarathon      | 59:17 min    | 4. April 1998      | Mailand | Weltrekord (bis 2005) |
| Marathon          | 2:04:55 h    | 28. September 2003 | Berlin  | Weltrekord (bis 2007) |